# Alf Ivar
Alf Ivar (Andersson), född 19 februari 1914 i Göteborg, död 11 april 1982, var en svensk målare och  tecknare. 
Andersson var son till verktygsarbetaren Svante Elof Andersson och Bertas Josefina Eliasson. Han studerade vid Schreibers målarskola i Göteborg samt i Köpenhamn. separat ställde han ut på Ferm & Perssons konsthandel och Olsens konstsalong i Göteborg. Han medverkade i Decemberutställningarna på Göteborgs konsthall ett flertal gånger. Hans konst består av stilleben, blommor, figurstudier, skogs och sjömotiv, samt vyer från Göteborgs hamn. Ivar är representerad vid Sahlgrenska sjukhuset i Göteborg.